# Pomník obětem z Českého Malína
Pomník obětem z Českého Malína nebo také Pomník Malinským byl slavnostně odhalen 13. července 1958 a nachází se mezi hřbitovem a Pražskou ulicí v Žatci. Připomíná oběti vypálené obce Český Malín ve Volyni za druhé světové války nacisty a každoročně se zde konají vzpomínkové akce. Od 27. listopadu 1979 je chráněn jako kulturní památka.

## Historie
V polovině 19. století lákala ruská carská vláda přistěhovalce na obdělávání nevyužité půdy, kteří by získali další různé výhody. Proto se dvacet rodin z Lounska, Žatecka a Rakovnicka rozhodlo přestěhovat do Volyně a založily tam obec Český Malín. Během druhé světové války ráno 13. července 1943 vyhnali nacisté obyvatele této obce z jejich domovů a postupně povraždili. Část lidí postříleli, část nahnali do budov a upálili v nich zaživa, a to včetně žen a dětí. Zahynulo celkem 374 Čechů, 26 Poláků a 132 Ukrajinců. Následně celou vesnici vypálili. Zachránilo se pouze několik osob, které nebyly přítomny v obci, nebo které byly nuceny hnát uloupený dobytek a vézt nakradený majetek. V roce 1945 několik tisíc volyňských Čechů sloužilo v 1. čs. armádním sboru pod vedením Ludvíka Svobody. Na konci války byli dislokováni v Žatci, kde byla velká posádka. Mnoho z nich projevilo přání zůstat na Žatecku, a tak po žádosti prezidenta Edvarda Beneše k Stalinovi dostali možnost repatriace, což využilo asi 33 tisíc z nich.

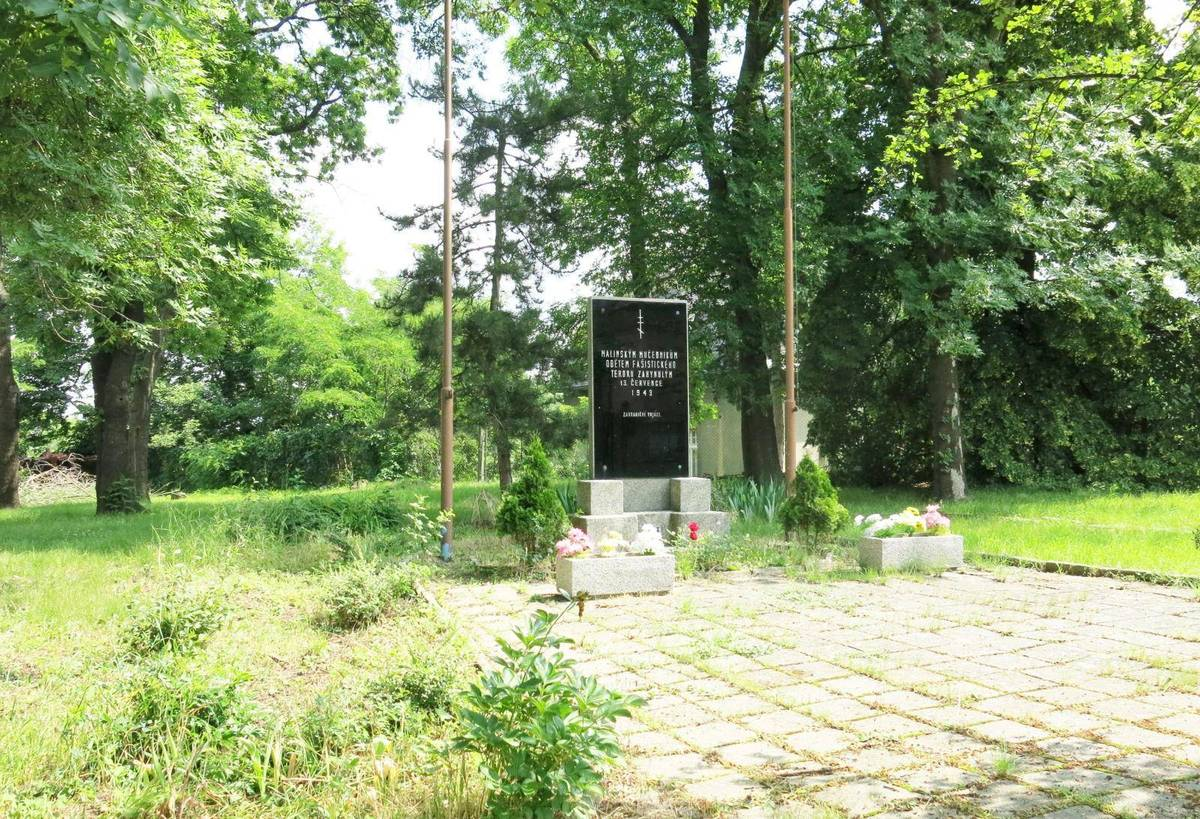
Pomník Malinským mučedníkům u kostela svatého Jakuba v Žatci

Pod vedením Svazu Čechů z Volyně byl na hřbitově 14. července 1946 položen základní kámen budoucího pomníku na památku Českého Malína, na který poklepal generál Ludvík Svoboda. Na vybudování pomníku byla vytvořena i sbírka, na kterou přispěl také i Ludvík Svoboda. Nejprve byl 15. července 1951 v Žatci odhalen menší pomník u kostela sv. Jakuba. Po jedenácti letech vybírání peněz byl 13. července 1958 slavnostně odhalen, a to na lepším místě před hřbitovem. Toto místo bylo vybráno kvůli většímu prostoru pro vzpomínkové akce a aby byl pomník více na očích. Jeho podoba vzešla ze soutěže, ve které byl vybrán sochař František Rada. Jeho podobu několikrát změnil, protože nejen jemu se pomník zdál malý. Vybrané finanční prostředky tak nakonec nestačily a musely být doplněny Ministerstvem kultury. Od 27. listopadu 1979 je chráněn jako kulturní památka.
Po sametové revoluci se v roce 1991 objevila snaha o vyřazení ze seznamu kulturních památek z ideologických důvodů. Ale památkáři na tuto žádost ministerstva reagovali negativně. V roce 1998 se situace znovu opakovala, kdy ministerstvo kultury opět řešilo možnost vynětí a vyžádalo si také stanovisko památkářů. Ti na to v dopise z 8. května 1998 odpověděli:
U níže uvedených kulturních památek nadále se zrušením prohlášení za kulturní památku nesouhlasíme. Tyto pomníky (Žatec, Sýrovice pozn. MK) jsou totiž mezi místními obyvateli navrátivšími se do Čech z ukrajinské Volyně ctěny. Zajímají se o jejich stav, o událostech, na které upomínají dodnes píší do regionálního tisku. Zrušení prohlášení za kulturní památku by v jejich očích vyznělo přinejmenším jako ignorance jejich bytí v Čechách.
Památkový ústav v Ústí nad Labem
Ministerstvo kultury nakonec návrh zamítlo, a to s odvoláním na úzké vztahy Žatce a Volyně.
Pomník byl několikrát restaurován. Nejprve v roce 2001 a následně roku 2013 došlo k úpravě terénu kolem něj. Od podzimu 2019 probíhalo další restaurování a rekonstrukce celého areálu, kdy došlo i na nasvícení pomníku.

## Popis
Pískovcový pomník v duchu socialistického realismu byl dokončen v roce 1958. Jeho autorem je sochař František Rada. Znázorňuje ženu v nadživotní velikosti prchající před ohněm, která stojí na vyzděném pyramidálním soklu. Žena je vykročena pravou nohou s plameny u nohou, levou rukou si přidržuje přehoz přehozený přes ramena a pravou ruku má zdviženou k čelu. Na soklu je bronzová destička s textem: 13.VII.1943 – 569 OBĚTEM NĚMECKÉHO FAŠISMU V ČESKÉM MALÍNĚ NA VOLYNI – 13.VII.1958

## Galerie

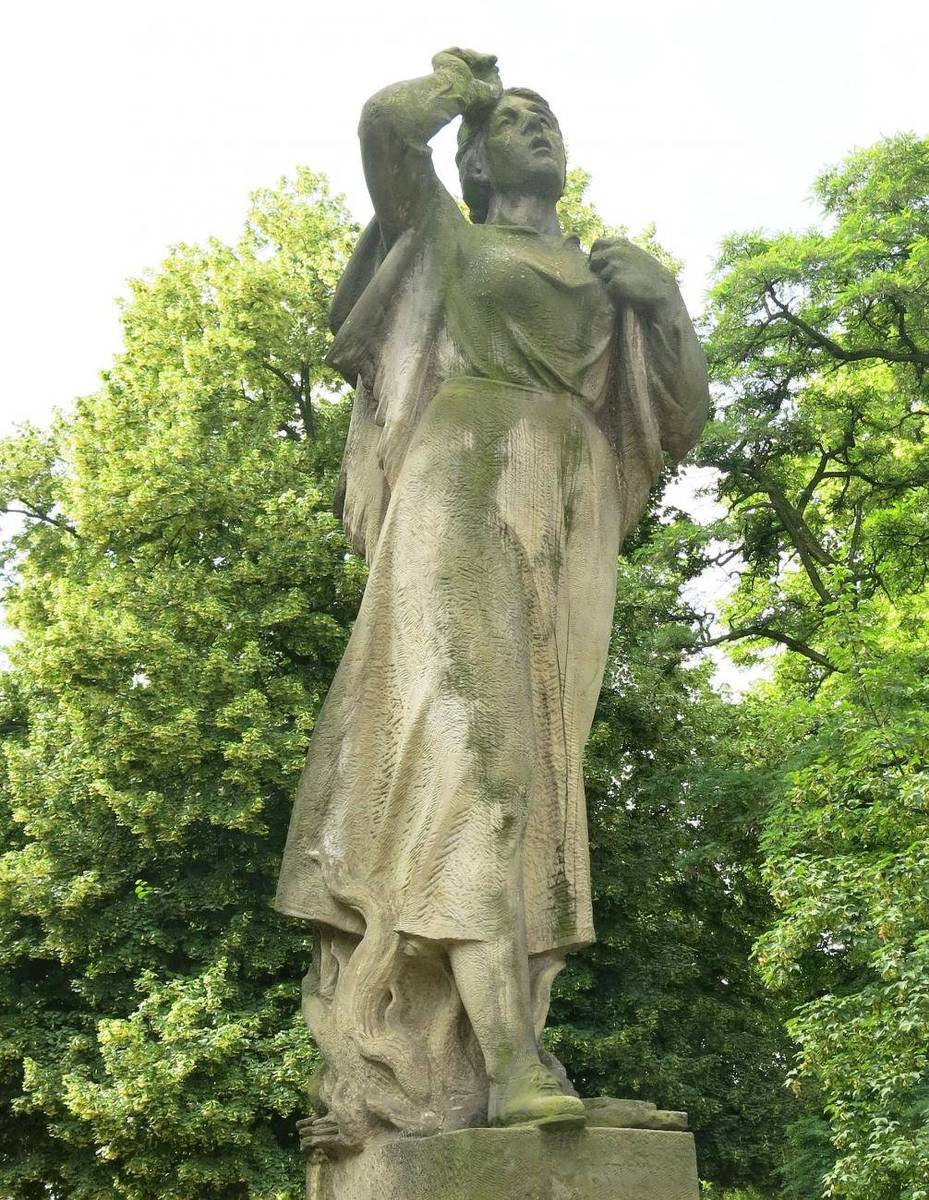
Socha ženy
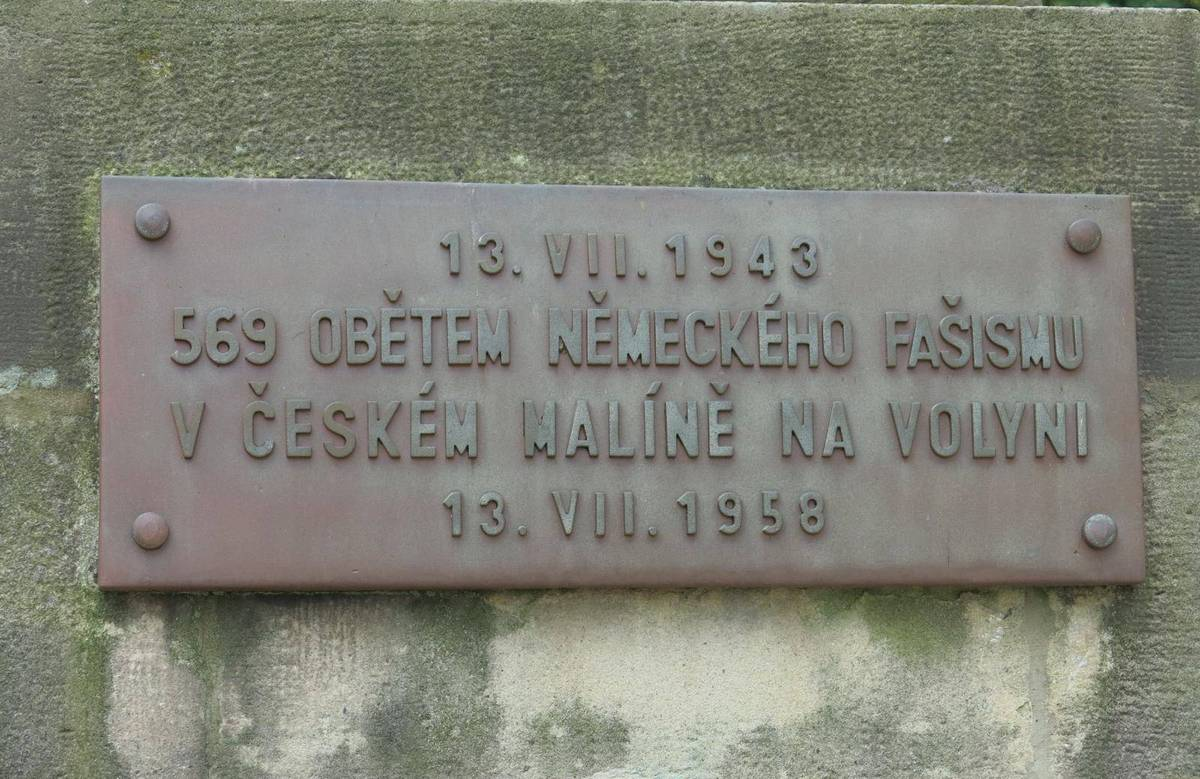
Bronzová destička na soklu